# 吴传玉
吴传玉（1928年8月21日—1954年10月28日），印尼归侨，中国游泳运动员，中华人民共和国首位国际体育比赛冠军、首位参加奥运会的运动员。

## 生平
祖籍福建省龙溪县（今福建省龙海市）角美镇流传村，吴传玉出生于印度尼西亚沙拉迪加，曾创造印尼游泳全国纪录。1948年，吴参加了在上海举行的中华民国第七次全国运动会游泳比赛，其间以1分03秒5和1分03秒3的成绩两次打破男子100米自由泳全国纪录。同年8月，代表中國参加1948年伦敦奥运会，在男子100米自由泳预赛中遭淘汰。
1951年，吴传玉代表印尼参加了在柏林举行的第三届世界青年联欢节游泳比赛，取得了男子100米仰泳第二名。比赛结束后，吴没有回印尼，而是前往中国大陆，开始代表中华人民共和国参赛。1952年，中华人民共和国临时组织代表团参加赫尔辛基奥运会，吴作为成员之一赴赫尔辛基参赛。当代表团抵达赛地时，大部分比赛项目均已结束，仅有吴传玉一人参加了男子100米仰泳预赛，遭到淘汰。
1953年，吴传玉随中国游泳队前往布加勒斯特参加第四届世界青年联欢节游泳比赛，途中接受了苏联教练的训练，极大提高了比赛成绩。8月9日，吴以1分8秒4的成绩获得了男子100米仰泳冠军，这是中华人民共和国运动员获得的第一个国际冠军。
1954年4月，吴传玉随中国游泳队前往匈牙利留学，其间他参加了在布达佩斯举行的第12届世界学生运动会（World Student Games，世界大学生运动会前身），以1分6秒4的成绩夺得100米仰泳亚军，并创造了全国纪录。比赛结束后，回国参加第一届全国人大第一次會議。會議结束后，10月离开北京取道苏联飞赴布达佩斯，途中飞机发生空难，吳傳玉不幸丧生，年僅26歲。飞机由北京飞往莫斯科，中途有多个停靠站和对应的多个航班号。其中一段，苏联民航的136号航班原计划由伊尔库茨克国际机场飞往位于西伯利亚的克拉斯诺亚尔斯克。飞机型号是苏联的伊尔-12双引擎运输机。飞机上共19人，其中6名机组人员，13名乘客（4名苏联人，4名波兰人，4名塞浦路斯人和1名中国公民）。失事时间为1954年10月28日00时10分。10月29日在北京为他举行了隆重的追悼大会，时任国务院副总理、国家体委主任贺龙主祭并致词。
1984年9月，评为“福建省十名最佳运动员”。同年10月，评为中国“建国以来的杰出运动员。”吴传玉骨灰安葬于北京八宝山公墓。